# Gerasdorf bei Wien
Gerasdorf bei Wien je město v okrese Korneuburg v Dolním Rakousku. Žije zde přibližně 11 tisíc obyvatel.

## Geografie
Gerasdorf bei Wien leží ve Weinviertelu (Vinné čtvrti) v Dolních Rakousích na severní hranici hlavního města Vídně. Území města má plochu 35,24 kilometrů čtverečních a 1,17 % plochy je zalesněna.
Město sestává z katastrálních území Gerasdorf, Kapellerfeld a Seyring. Mimo to patří k městu ještě osada Oberlisse a „Föhrenhain (borový hájek), které však nemají samostatné katastrální území.

## Historie
Město ležící na okraji Moravského pole má dějiny stejně proměnlivé jako jsou dějiny celého Rakouska. Katastrální území Gerasdorf a Kapellerfeld byly v roce 1805 samostatnými obcemi. Po připojení Rakouska ke Třetí říši v roce 1938 bylo území připojeno k Velké Vídni. Teprve v roce 1954 se obce opět jako samostatné připojily k okresu Vídeň-okolí ve spolkové zemi Dolní Rakousy. Okres Vídeň-okolí zanikl 1.1.2017 a město připadlo pod okres Korneuburg.
V roce 1972 se ke Gerasdorfu připojila obec Seyring.
V květnu 1992 byl Gerasdorf povýšen na městys. Dne 17. prosince 1998 zemský sněm rozhodl o povýšení na město.
Nejstaršími místy jsou Gerasdorf a Seyring. Gerasdorf byl poprvé jmenován v knize kláštera Klosterneuburgu jako „Viricus des Gerhartesdorf" se zmínkou o darování místa klášteru.
Nejstarší dokument o Seyringu je z 11. století, kdy je poprvé nazýván „Seuringe". Prý mělo jít o osadu kolem jezera, tomu odpovídá i její název.
Avšak teprve v meziválečném období vzniklo osídlení Oberlisse a Kapellerfeld, přičemž název Kapellerfeld vznikl již v roce 1258, kdy je uváděn jako „Capellen" a později byl opuštěný. Dnešní osídlení se nachází asi půl kilometru jižněji.
V nynějším katastrálním území Seyring se ve druhé světové válce nalézal vojenský opěrný bod letectva s krycím názvem „Wetterfrosch" německé Luftwaffe jako i letecká škola pro vzdušný boj („Wien-Seyring"). Při balkánském tažení v roce 1941 byla zde umístěna flotila vojenského letectva. Od roku 1944 bylo toto vojenské letiště cílem leteckých náletů. Bombardovány byly zbytky letiště i okolní lesy – jako i betonové vzletové a přistávací dráhy, pozemní násypy kolem okopů dělostřelectva a zbytky hangárů – je to ještě dnes v Seyringu znatelné. Ve starých mapách je ještě toto letiště zakresleno; s tím počítali i uprchlíci z Československa, kdy v osmdesátých letech jeden dvouplošník přistál v žitném poli před Seyringem.

## Náboženství
- V Gerasdorfu (s Oberlisse a Kapellerfeld) a Seyringu jsou katolické farnosti.
- V Gerasdorfu a v Kapellerfeldu jsou evangelické kostely.

## Vývoj počtu obyvatel
V roce 1971 zde žilo 4728 obyvatel, 1981 5279, 1991 měl městys 6661 obyvatel, při sčítání lidu v roce 2001 bylo 8231 a ke dni 1. dubna 2009 zde žilo 9896 obyvatel.
V obecním zastupitelství je 33 křesel. Po volbách 6. března 2005 jsou mandáty rozděleny takto: (SPÖ) 17, (ÖVP) 9, (Zelení) 5, (FPÖ) 2.

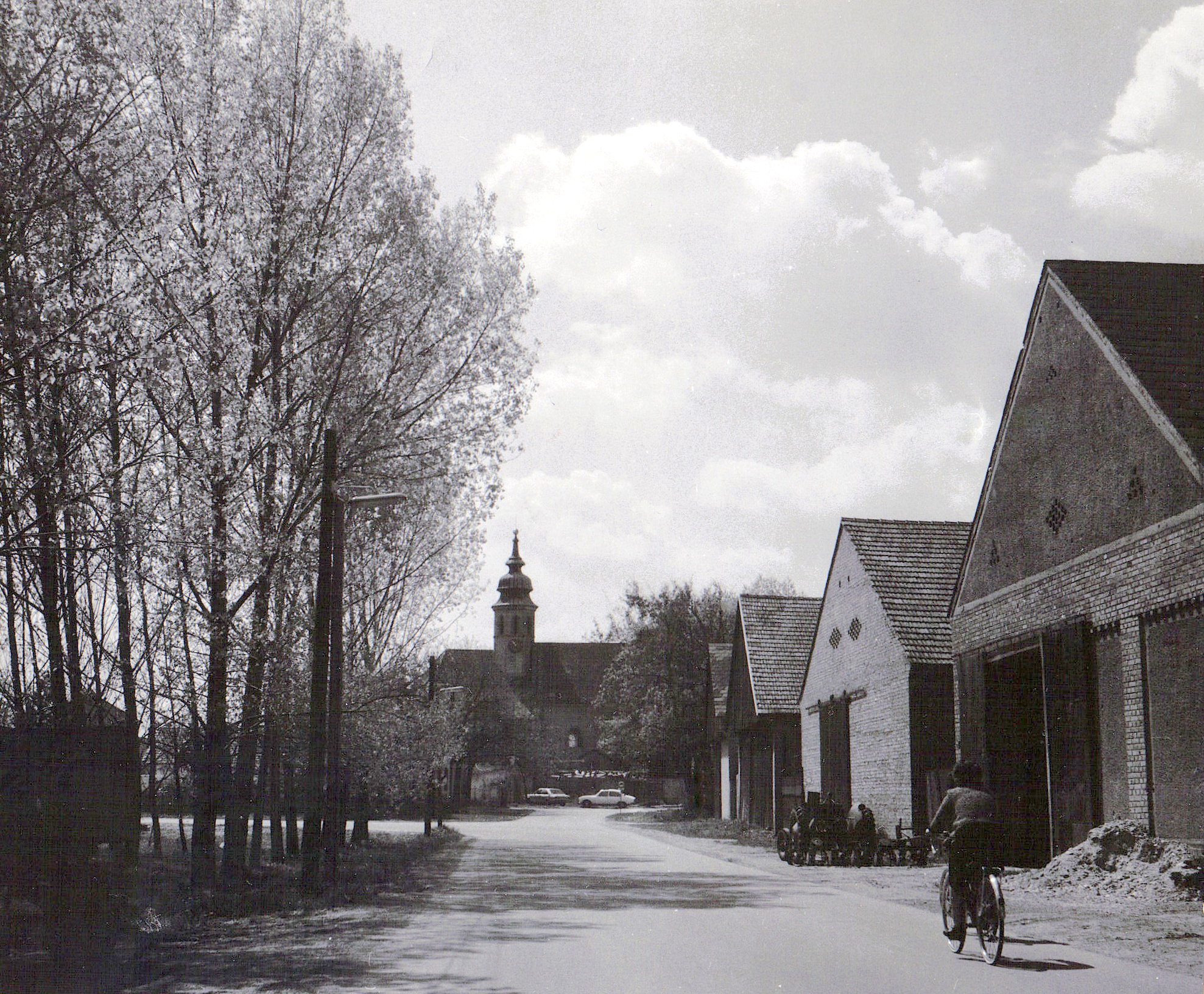
Východní ulice se stodolami

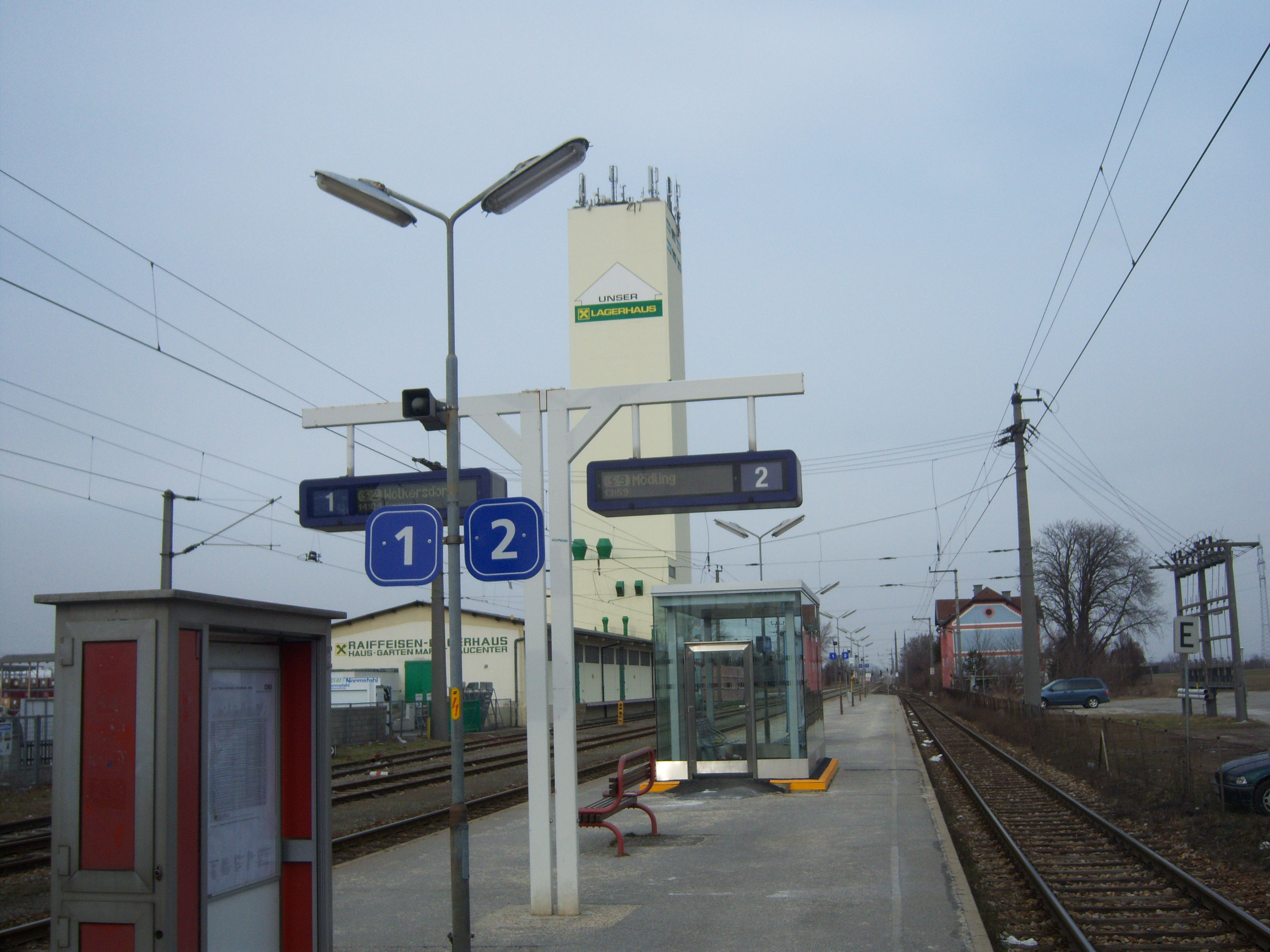
Nádraží Gerasdorf

## Hospodářství a infrastruktura
- 214 nezemědělských pracovišť (2001), v menším průmyslu a živnostenských podnicích např. „Výroba salámů Stastnik“, umělohmotná technika „EDER Robust Plastik“, protisluneční ochrana „STOTTAN“
- 47 zemědělských a lesnických pracovišť (1999)
- 3779 výdělečně činných osob v bydlišti, což je 47,29 %

### Doprava
- Dráhy: linky S2, S9 a S15 až čtyři spoje v hodině na nádraží Gerasdorf do Wolkersdorfu a do Vídně jako i dvakrát v hodině do Mistelbachu a do termálních lázní Laa an der Thaya.
- Autobusy: několik regionálních linek, které spojují Gerasdorf s Vídní a okolními obcemi.
- Mimo nádraží Gerasdorf je také rychlostní dráha S-Bahn se stanicemi v Kapellerfeldu a Seyringu, v krátkých intervalech.